# Interplanetary Network
Pour les articles homonymes, voir IPN.

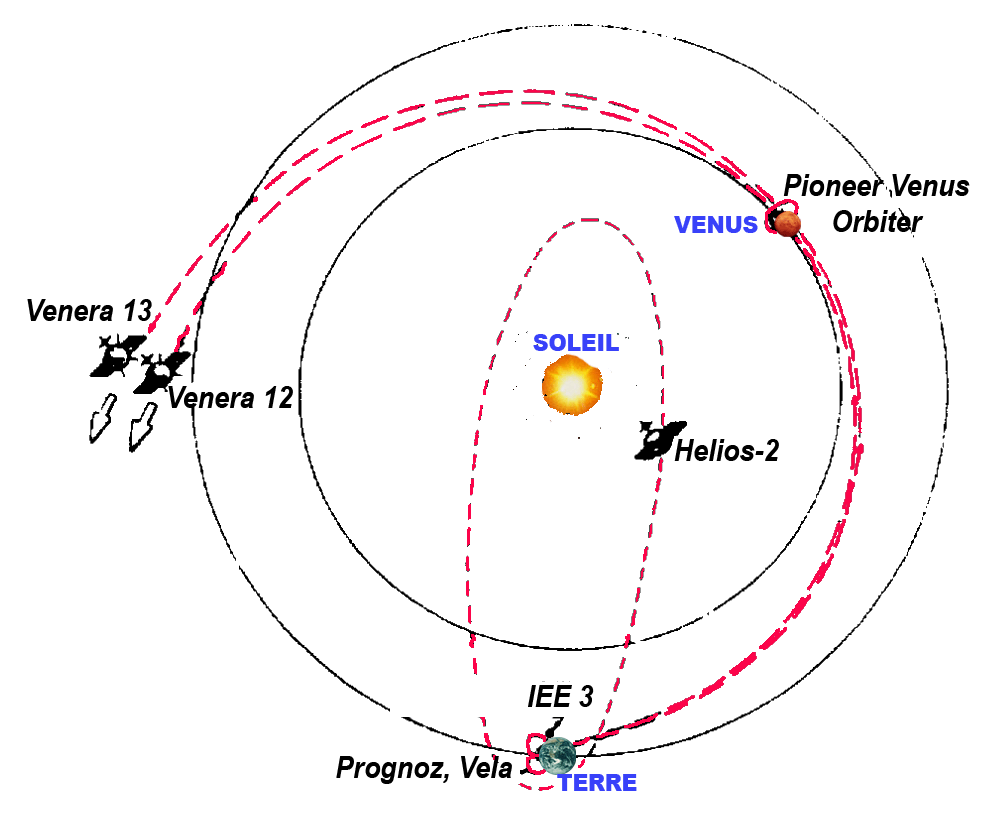
Schéma du premier réseau IPN dans les années 1980.

L'Interplanetary Network ou IPN est un groupe d'engins spatiaux équipés de détecteurs de rayons gamma dont les données sont utilisées de manière coordonnée pour localiser par triangulation les sources des sursauts gamma. Il est mis en place en 1978 et fonctionne toujours en 2016. 

## Principe
Le rayonnement gamma ne peut être observé que dans l'espace[réf. souhaitée]. Mais les instruments permettant de détecter le rayonnement gamma ne permettent pas une localisation précise (au mieux quelques minutes d'arc) du fait de leur nature trop énergétique pour pouvoir converger vers un détecteur. Or en ce qui concerne les sursauts gamma le positionnement de la source dans le ciel est cruciale pour pouvoir trouver les contreparties optiques ou X qui permettent d'étudier ce phénomène dont la durée dans le rayonnement gamma est très brève (quelques minutes au plus). La localisation des sources gamma peut être obtenue par triangulation en comparant l'heure d'arrivée du signal sur des instruments à condition que l'écartement entre les engins spatiaux porteurs soit suffisamment important. Le principe a été mis en œuvre dès la découverte des sursauts gamma par la constellation des satellites Vela au début des années 1970 et a permis de déterminer que ces phénomènes ne sont pas issus du Soleil ou d'autres sources astronomiques connues. Il a été repris par la suite dans les années 1980 avec des détecteurs de rayons gamma embarqués sur des engins spatiaux dont la mission les conduisait à s'écarter à grande distance de la Terre (sondes d'exploration du système solaire ou généralement satellites scientifiques en orbite haute).

## Participants
Selon la littérature scientifique trois réseaux IPN se sont succédé :  
- Le premier réseau mis en place en 1978 (cf schéma 1) comprend l'observatoire solaire Helios 2, la sonde spatiale américaine Pioneer Venus Orbiter, les deux missions vénusiennes Venera 11 et 12 embarquant des détecteurs français, le satellite américain ISEE-3 en orbite autour du point de Lagrange L1 et les satellites Vela encore opérationnels et circulant sur une orbite haute autour de la Terre. Les observations effectuées ont permis d'atteindre pour la première fois une précision d'environ une minute d'arc en plongeant les astronomes dans la perplexité car aucun objet astronomique remarquable n'était généralement observable dans la région ainsi délimité. Les missions lointaines ne communiquant pas en permanence avec les stations terrestres, les données ne sont disponibles que un à plusieurs jours après l'événement ce qui constitue un handicap important pour la recherche d'un rémanent par les observatoires terrestres[1].
- Les engins spatiaux formant le premier réseau IPN achèvent leur mission au cours des années 1980. Les engins qui devaient assurer la relève  ne sont pas disponibles pour différentes raisons. Le projet Solar Probe est annulé, Mars Observer est victime d'une défaillance durant son transit vers Mars et la sonde spatiale russe Mars 96 est perdu au lancement. Aucune autre mission n'est disponible pour transporter des détecteurs gamma et le réseau IPN ne peut plus fonctionner. Au cours des années 1990 un deuxième réseau IPN peut être réactivé grâce à la mission NEAR qui se trouve à plus de 2 Unités Astronomiques de la Terre. La triangulation est de nouveau possible en utilisant  Ulysses à 6 U.A. et les détecteurs embarqués à bord de certains satellites orbitant autour ou non loin de la Terre comme WIND (détecteur KONUS) en orbite autour du point de Lagrange L1, CGRO et BeppoSAX. Comme pour le premier réseau IPN l'apparition d'un sursaut gamma n'est généralement connue des observatoires terrestres que un à plusieurs jours après l'événement du fait du rythme des sessions de communications avec les missions lointaines. Toutefois dans certains cas sa survenue peut être diffusée quelques heures plus tard[2].
- Le troisième réseau débute en 1990 avec le lancement de l'observatoire solaire Ulysses. Il comprend à compter de 1991 Compton Gamma Ray Observatory   qui joue un rôle grâce à sa panoplie d'instruments très précis, Pioneer Venus Orbiter, Mars Observer (perdu peu après son lancement), et l'observatoire de rayons X BeppoSAX. De nombreuses missions le rejoignent par la suite : WIND, Mars Odyssey, Messenger, INTEGRAL, RHESSI, Swift, Suzaku, AGILE, Fermi, XMM-Newton et MAXI[3].

## Résultats
Le réseau IPN n'a pas permis de déterminer la source des sursauts gamma. Le système de triangulation permet de localiser la source avec une précision d'environ une minute d'arc dans les meilleurs cas mais celle-ci n'est diffusée auprès des observatoires terrestres qu'après un délai de plusieurs jours, trop long pour ce phénomène passager. C'est le satellite BeppoSAX qui fournira les éléments permettant aux observatoires terrestres de découvrir l'origine extra-galactique du phénomène.

### La découverte des sursauts gamma mou
Le 5 mars 1979 les 9 engins spatiaux composant le réseau IPN à cette date détectent un signal gamma court tellement intense qu'il sature les détecteurs. Mais le pic et la décroissance de l'intensité du rayonnement se présentent sous une forme très différente de celle des sursauts gamma détectés jusque-là. Il s'agit en fait du premier représentant d'une nouvelle classe d'objets célestes : le sursauteur gamma mou. Les astronomes découvrent que la source de  SGR 0526-66 est une étoile à neutrons d'un type particulier située à 165 000 années-lumière dans le Grand Nuage de Magellan une galaxie naine satellite de la Voie Lactée notre galaxie.